# Salat (grønsagsret)
|  | For andre betydninger, se Salat (flertydig) |
Salat er en madret som fortrinsvis består af blandede stykker af mad, nogle gange med minimum én ingrediens i rå tilstand. Er i handelen kendt som måltidssalat. Salat bliver ofte serveret med dressing, og typisk ved stuetemperatur eller afkølet, selv om visse salater serveres varme.
Grønne salater består af bladgrønsager som salat, kål eller spinat; de er så udbredte, at ordet salat ofte bliver brugt alene til at omtale grønne salater. Andre typer inkluderer bønnesalat, tunsalat, fattoush, græsk salat (grønsagsbaseret men uden bladgrønsager), og sōmensalat (en nuddelbaseret salat). Saucer der bruges til at give smag i en salat kaldes normalt for salatdressing; de fleste dressinger er baseret på en blanding af olie og eddike, eller fermenterede mælkeprodukter som kefir.
Salater kan serveres som alle dele af et måltid:
- Lette salater som forret, mindre portioner af salater kan også serveres som det første måltid ved en middag.
- Salater som tilbehør til en hovedret som f.eks. kartoffelsalat eller cæsarsalat.
- Hovedretssalater, der normalt indeholder en portion af proteinrige fødevarer, som kød, fisk, æg eller ost.
- Dessertsalater der er søde version som indeholder frugt, gelatine eller flødeskum.

## Eksempler på salater
- Coleslaw – en salat der primært består af hakket, rå hvidkål, ofte tilsat revet gulerod og evt. citronsaft.
- Waldorfsalat
- Frugtsalater
- Pålægssalater
- Shopskasalat

## Opskrifter
Se Wikimedia Kogebogen −